# Lenhart Steinmann
Lenhart Steinmann (* in Willisau; bl. um 1567 in Lübeck) war ein Schweizer Wundarzt.
Nur aus dem Hausbuch des Bremer Bürgermeisters Detmar Kenckel überliefert ist der Schweizer Wundarzt, der als Steinschneider in Lübeck um 1567 wirkte und operativ etliche Blasensteine erfolgreich entfernte, in einer Operation nach Kenckels Aufzeichnungen 39 Steine. Er war auch als Bruchschneider (= Chirurg für Leistenbrüche) in Norddeutschland bekannt und arbeitete mit dem Magister David Greve aus Braunschweig als Gehilfen zusammen.